# Университет Осло
Университет О́сло, также Осло университет и Ослоский университет (норв. Universitetet i Oslo) — старейший и крупнейший университет Норвегии. Расположен в столице страны городе Осло.

## История
Основан в 1811 году как Королевский университет Фредерика (норв. Det kongelige Frederiks univeristet), назван в честь короля Дании и Норвегии Фредерика VI. Университет стал вторым по времени основания университетом Дании-Норвегии (после Копенгагенского университета). Получил нынешнее название в 1939 году.

## Структура
Университет Осло состоит из следующих факультетов:
- Богословский
- Юридический
- Медицинский
- Гуманитарный
- Математики и естественных наук
- Стоматологический
- Общественных наук
- Наук об образовании

Также в состав входит исследовательское учреждение Центр исследований Холокоста и религиозных меньшинств.

## Рейтинги
Университет Осло является одним из ведущих университетов Скандинавии и всей Европы. Согласно Академическому рейтингу университетов мира за 2007 году он занял первое место в Норвегии, 19-е в Европе и 69-е в мире. В 2005 году, согласно рейтингу Times Higher Education Supplement, гуманитарный факультет университета был признан лучшим в Скандинавии, 5-м в Европе и 16-м в мире.

## Известные студенты и преподаватели
В Университете Осло работали пять лауреатов Нобелевской премии:
- Фритьоф Нансен — премия мира, 1922
- Рагнар Фриш — экономика, 1969
- Одд Хассель — химия, 1969
- Айвар Джайевер — физика, 1973
- Трюгве Ховельмо — экономика, 1989

Также в своё время в Университете Осло обучался Йонас Антон Хильм, государственный и политический деятель, Генеральный прокурор Норвегии (1820-1825), Антон Христиан Банг (1840—1913), государственный и политический деятель, историк церкви, теолог, доктор богословия, профессор, епископ Осло (1896—1912), видный деятель Церкви Норвегии. Драматург Нильс Кьер (1870—1924). Министр образования Норвегии (1893—1895) и Рагнар Тёрнквист (род. 1970) — известный разработчик компьютерных игр (Dreamfall: The Longest Journey). В данное время работает в норвежской компании «Funcom», живёт в Осло.
В университете работает известный геолог и биохимик Хоуп Джарен.
Главный кампус Университета Осло расположен в районе Блиндерн к северо-западу от центра города. Старое здание в самом центре столицы, на Карл-Юханс-гате, в непосредственной близости к Стортингу и королевскому дворцу, сейчас занимает юридический факультет. Один из корпусов университета носит имя Нильса Трескова, норвежского философа и писателя, стоявшего у истоков основания университета.

## Мероприятия
- Против природы? (англ. Against Nature?) — выставка, посвященная гомосексуальности у животных, действовала с 12 октября 2006 года по август 2007 года.